# Соціодрама
Соціодра́ма (англ. sociodrama) — метод дії, суспільно-політична гра, що полягає у драматургічному моделюванні проблемних соціальних ситуацій з метою зниження соціальної напруженості та групового протистояння, розв'язання міжгрупових конфліктів, подолання наслідків колективних травм та вирішення інших соціальних завдань.

## Історія
Метод соціодрами був розроблений Якобом Леві Морено в першій половині 20-го сторіччя. Перші ідеї щодо методу соціометрії — методу дослідження соціальних груп, їхньої структури, динаміки, що став методологічною та діагностичною основою соціодрами та психодрами — виникли у Морено в 1915 році під час роботи медичним службовцем у таборі військовополонених у Міттендорфі. Перша спроба публічної соціодрами була здійснена Морено 1 квітня 1921 року у Віденському театрі комедії. Морено запропонував усім охочим зіграти роль короля Австрії та знайти шляхи виходу з політичної кризи. Пізніше, переїхавши в 1925 році до США, він продовжив розробку методу соціодрами, зокрема, в інсценівках «Живої газети». Узагальнивши ці результати, Морено в 1934 році виклав основи методів соціометрії та соціодрами у фундаментальній праці «Хто виживе?». Остаточно соціодрама оформилася в окремий практичний метод під час Другої світової війни та після неї.

## Теорія і методи
Відповідно до теоретичної концепції соціодрами, зіткнення або змішування різних культурних груп неминуче веде до соціальної патології та породжує численні суспільні проблеми. Якщо подолати або зменшити міжгрупові суперечності (а саме це й пропонується робити на практиці), то суспільство повинне оздоровитися.
На думку П. Ф. Келлермана «соціодрама — це заснований на досвіді цілісно-груповий метод соціального дослідження та перетворення міжгрупового конфлікту». Автор вважає, що можна виділити три основних аспекти її застосування:
1. Соціодрама кризи, соціальний фокус якої спрямований на колективні травми, що базується на соціальній теорії адаптації і як соціальний ідеал розглядає гомеостаз;
2. Політична соціодрама, її соціальний фокус спрямований на суспільну дезінтеграцію, вона базується на теорії соціального конфлікту і як соціальний ідеал розглядає рівність;
3. Социодрама розмаїтості, соціальний фокус якої спрямований на суспільні й колективні упередження, що базується на теорії соціального конформізму і як соціальний ідеал розглядає терпимість.[2]

Соціодраму часто вважають окремим видом психодрами, а інколи — самостійним методом дії. Соціодрама дуже ефективна для роботи з численними факторами соціальної напруженості (класовими, міжетнічними, міжконфесійними тощо), по подоланню негативних тенденцій групової динаміки, міжгруппових або внутрішньогрупових протистоянь і конфліктів, образу ворога тощо.
Соціодрама спрямована на вирішення міжгрупових конфліктів та пов'язаних з ними соціальних проблем за допомогою інсценування та драматичної дії.
Особливостями соціодрами є робота з групами як цілим, розгляд групи, як суб'єкта дії та психологічних змін, робота з груповими темами, міжгруповими конфліктами, груповими ролями, використання таких феноменів як групова ідентичність, групові ідеології, стереотипи та упередження.
Соціодрама базується на парадигмі та методології рольової гри, тобто імпровізованої рольової поведінки, обумовленої прийняттям ролі та визначеної її характером, відповідно до реальних або уявлюваних обставин. Для неї характерне психологічне перевтілення при виконанні «чужих ролей» (що не є соціальними або життєвими ролями людини), ідентифікація з зображуваним персонажем, супроводжувана рольовим переживанням. Це часто приводить до певної зміни свідомості, але (на відміну від гіпнозу) не втрачається контакт з реальністю.